# Sulu-szigetek
A Sulu-szigetek (spanyolul: Joló) a Fülöp-szigetek déli részén, Mindanao DNy-i csücske és Borneó ÉK-i része között elhelyezkedő szigetcsoport. Északon a Sulu-tenger, délen a Celebesz-tenger határolja.
Legnagyobb szigetei: Basilan, Joló és Tawi-Tawi. 
A szigeteket 1940-ben csatolták a Fülöp-szigetekhez. Hagyományosan a kalózok tanyái voltak és a 19. század végéig a jolói szultánok uralkodtak felettük. Ekkor kerültek spanyol, majd később amerikai ellenőrzés alá. 
A lakosság legnagyobb része hithű muzulmán. A szigeteken erős bázisa van azon függetlenségi törekvéseknek, amelyek a fülöp-szigeteki muzulmán kisebbség elszakadását akarja elérni a keresztény többségű államtól. Mind Sulún, mind Mindanaón nem ritkák a fegyveres konfliktusok és terrortámadások sem. Az utóbbi időben a térségben tevékenykedő Abu Sayyaf elnevezésű iszlamista szervezet az Iszlám Állam felé fejezte ki lojalitását.

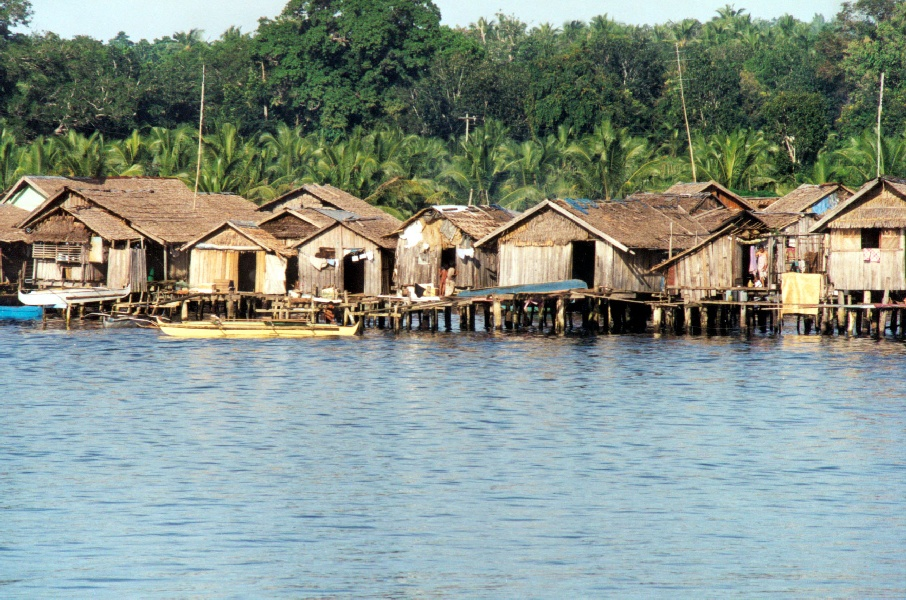
Tengeri cigány település Basilan szigetén

## A szigetcsoport felosztása
Két fő szigetláncolatból áll:
- a főleg korallzátonyokból álló északnyugati Pangutaran-csoportból
- a nagyobb, jobbára vulkanikus szigetekből álló csoportból (ide tartozik Basilan és Joló is)

Más felosztása alapján a következő kisebb szigetcsoportokra van felosztva :
- Basilan-csoport
- Joló-csoport
- Keenapusan-csoport
- Laparan-csoport
- Pangutaran-csoport
- Sibutu-csoport
- Tapul-csoport
- Tawi-Tawi-csoport

## Fordítás
Ez a szócikk részben vagy egészben  a   Sulu Archipelago című angol Wikipédia-szócikk fordításán alapul.  Az eredeti cikk szerkesztőit annak laptörténete sorolja fel. Ez a jelzés csupán a megfogalmazás eredetét és a szerzői jogokat jelzi, nem szolgál a cikkben szereplő információk forrásmegjelöléseként.
Ez a szócikk részben vagy egészben  a   Sulu-Archipel című német Wikipédia-szócikk fordításán alapul.  Az eredeti cikk szerkesztőit annak laptörténete sorolja fel. Ez a jelzés csupán a megfogalmazás eredetét és a szerzői jogokat jelzi, nem szolgál a cikkben szereplő információk forrásmegjelöléseként.